# An Nghĩa
An Nghĩa là một xã thuộc huyện An Lão, tỉnh Bình Định, Việt Nam.

## Hành chính
Xã An Nghĩa được chia thành 5 thôn: 1, 2, 3, 4, 5.

## Hiệu chỉnh đường địa giới hành chính
Ngày 22.9, UBND tỉnh ban hành văn bản thống nhất phương án hiệu chỉnh đường địa giới hành chính (ĐGHC) giữa xã An Nghĩa (huyện An Lão) và xã Đắk Mang, xã Ân Sơn (huyện Hoài Ân) theo đề nghị của Sở Nội vụ. Theo đó, huyện Hoài Ân sẽ chuyển giao 1.028 ha diện tích tự nhiên cho huyện An Lão quản lý; trong đó xã Đắk Mang chuyển giao 261 ha, xã Ân Sơn chuyển giao 767 ha.
Được biết, huyện Hoài Ân và huyện An Lão được thành lập trên cơ sở chia tách huyện Hoài An theo Quyết định số 41/HĐBT ngày 24.8.1981 của Hội đồng Bộ trưởng (nay là Chính phủ). Xã An Nghĩa được thành lập trên cơ sở chia tách từ xã An Quang (huyện An Lão) theo Quyết định số 15/HĐBT ngày 19.2.1986 của Hội đồng Bộ trưởng. Sau khi thành lập, đường ĐGHC giữa huyện Hoài Ân và huyện An Lão, giữa xã An Nghĩa và xã Đắk Mang, Ân Sơn được xác định trong hồ sơ chia tách đơn vị hành chính.
Thực hiện Chỉ thị số 364-CT ngày 6.11.1991 của Chủ tịch Hội đồng Bộ trưởng (nay là Thủ tướng Chính phủ), tuyến ĐGHC giữa xã An Nghĩa và xã Đắk Mang, xã Ân Sơn được các địa phương xác lập, xác nhận pháp lý trên nền bản đồ địa hình Hệ tọa độ HN-72.
Tuy nhiên trong quá trình thi công lập bản đồ ĐGHC, đơn vị thi công và chính quyền địa phương thiếu bước kiểm tra, đối chiếu giữa hồ sơ, bản đồ với thực tế quản lý dẫn đến sai sót như: Trụ sở UBND, trường học, trạm y tế xã An Nghĩa, đất sản xuất, các công trình thủy lợi, đường giao thông của xã An Nghĩa đều nằm trên địa phận xã Đắk Mang và Ân Sơn. Tại khu vực này có 119 hộ với 439 nhân khẩu của 3 thôn (1, 2, 5) của xã An Nghĩa đang sinh sống và sản xuất.
Sau nhiều năm tiến hành các thủ tục, công đoạn cần thiết, đến nay việc tranh chấp ĐGHC nói trên mới có phương án giải quyết dứt điểm.